# Commission Écoute, réconciliation et progrès
La Commission Écoute, réconciliation et progrès est une commission d'enquête publique menée par le gouvernement du Québec sur les relations entre les services publics et les Autochtones. Elle est présidée par le juge retraité Jacques Viens. Le nom officiel de la commission est Commission d’enquête sur les relations entre les Autochtones et certains services publics au Québec : écoute, réconciliation et progrès. Le Rapport final est disponible sur le site internet du gouvernement du Québec.
La commission a été créée à la suite de la Crise de Val-d’Or, qui a été révélée lors de la diffusion du reportage de l'émission Enquête, de Radio-Canada, sur les allégations d’abus de certains policiers de la Sûreté du Québec à l’endroit de femmes autochtones de Val-d'Or.
Plus précisément, cette commission se fixe pour objectif de se pencher les enjeux de racisme systémique entre les autochtones du Québec et les membres du pouvoir exécutif.
La tenue de cette commission suit l'une des propositions de l'observatrice civile indépendante Fannie Lafontaine, qui avait indiqué, relativement à ce sujet, que « seul un processus de consultation officiel et immédiat entre le gouvernement, les forces policières et les groupes autochtones permettra de déterminer quels mécanismes existants ou à créer sont nécessaires pour une compréhension globale des enjeux ».